# Hans Berger
Hans Berger (21 de maio de 1873 - 1 de junho de 1941) foi um psiquiatra e neurologista alemão. 
Em 1924, Hans Berger conectou dois elétrodos ao couro cabeludo de um paciente e detectou uma pequena corrente elétrica, por usar um galvanômetro balístico. Durante os anos 1929-1938 ele publicou 14 relatórios acerca dos seus estudos com EEGs, e muito do conhecimento atual sobre este assunto deve-se à sua pesquisa. Surgia assim a eletroencefalografia. Berger analisou os EEGs qualitativamente, mas em 1932 G. Dietsch aplicou a análise de Fourier em sete gravações de EEG e tornou-se o primeiro pesquisador do que mais tarde se chamou QEEG (EEG quantitativo).
Afetado com as consequências da Segunda Guerra Mundial e do Nazismo em seu ambiente pessoal e profissional, Berger cometeu suicídio por enforcamento em 1941.